# Markie församling
Markie församling var en församling  i Lunds stift i nuvarande Trelleborgs kommun. Församlingen uppgick tidigt i Anderslövs församling.

## Administrativ historik
Församlingen har medeltida ursprung och uppgick tidigt i Anderslövs församling.